# 李美珊
李美珊（英語：Robin Lee Mae Sann，1963年2月21日—），1986年度香港小姐競選冠軍，祖籍廣東鶴山，成長於香港及美國。她當選後没有进入娛樂圈拍攝電視劇及電影。:169

## 生平
李美珊8歲跟随父母移居美國。1986年畢業於紐約大學生物系，并获得碩士學位，同年參加1986年度香港小姐競選，并获得冠軍。
自1978年香港小姐陳文玉是众港姐中歷史上第一位學士港姐，1986年才被李美珊所突破，成為首位获得碩士學位的港姐。李美珊懂多種語言，包括粤语、英語、日語、西班牙語、意大利語、法語等。李美珊獲獎後没有與無綫電視簽約；另有傳於她與倪萱彤不和，但她澄清並無其事；雖然當選後沒有加入娛樂圈，在海外低調生活，但她多年來一直香港小姐慈善組織慧妍雅集的會員，偶爾回香港出席該會活動。

## 個人生活
李美珊當選後便回美國繼續學業，後一直在海外生活。有傳她與一名西班牙籍醫生結婚，育有一對子女。

## 外部連結
- 一九八六年度香港小姐冠軍 李美珊

| 前任： 謝 寧 | 香港小姐競選冠軍 1986年 | 繼任： 楊寶玲 |